# Paraxerus cooperi
Paraxerus cooperi là một loài động vật có vú trong họ Sóc, bộ Gặm nhấm. Loài này được Hayman mô tả năm 1950.